# Schlumper-Bach
Der Schlumper-Bach (mitunter auch nur die Schlumper) ist ein 2,3 Kilometer langer Bach im Landkreis Leipzig in Sachsen und ein Zufluss des Störmthaler Sees.

## Name
Der Name leitet sich vermutlich mit r-Suffix vom germanischen Verb *slemp-a- für „gleiten“ ab.

## Verlauf
Der Schlumper-Bach entspringt am Westrand des südöstlich von Leipzig gelegenen Oberholzes und fließt dann nach Westen in Richtung Störmthal. An dem landläufig mit Schäferei bezeichneten Ortsteil von Störmthal erreicht er den Schäfereiteich. Am Auslauf aus dem Teich unterquert er die Kreisstraße K7925.
Bis in die 1980er-Jahre floss er, den Schlosspark von Störmthal berührend, dann nochmals durch einen Teich beim Störmthaler Ortsteil Rödgen. Von hier durchlief er ein breites Wiesental, um dann zwischen den Magdeborner Ortsteilen Göltzschen und Gruna in die Gösel zu münden.
Die Gösel war aber schon in den 1960er-Jahren durch den Tagebau Espenhain in ihrem alten Lauf zur Pleiße unterbrochen worden. Deshalb wurde ein neu angelegter Zufluss zu der verlegten Gösel bis Pötzschau erforderlich. Als in den 1980er-Jahren auch der Unterlauf des Schlumper-Bachs dem Tagebau zum Opfer fiel, wurde er am Tagebaurand südlich von Störmthal in die Tagebauentwässerung eingebunden.
Mit der Schließung des Tagebaus in der ersten Hälfte der 1990er-Jahre entfiel auch seine Entwässerung, und das Restloch wurde zum Störmthaler See geflutet. Das Wasser des Schlumper-Bachs wurde über eine etwa 500 Meter lange Rohrleitung dem See zugeführt. Diese begann etwa 300 Meter unterhalb des Schäferteiches mit einem Einlaufbauwerk an einem kleinen Teich.
In der Gestaltung des Nordostufers des Störmthaler Sees ist wieder ein offener Lauf des Schlumper-Bachs vorgesehen, wobei die Überwindung des Höhenunterschieds am Steilufer von über 35 Metern auf kurzer Strecke in zwei Kaskaden mit je fünf Stufen erfolgt. Die Bauarbeiten dazu haben im Oktober 2017 begonnen und wurden Ende 2018 abgeschlossen.
Ein linksseitiger Zufluss der Schnauder, der südöstlich von Groitzsch in den Schnaudermühlgraben mündet, wird ebenfalls Schlumperbach genannt.

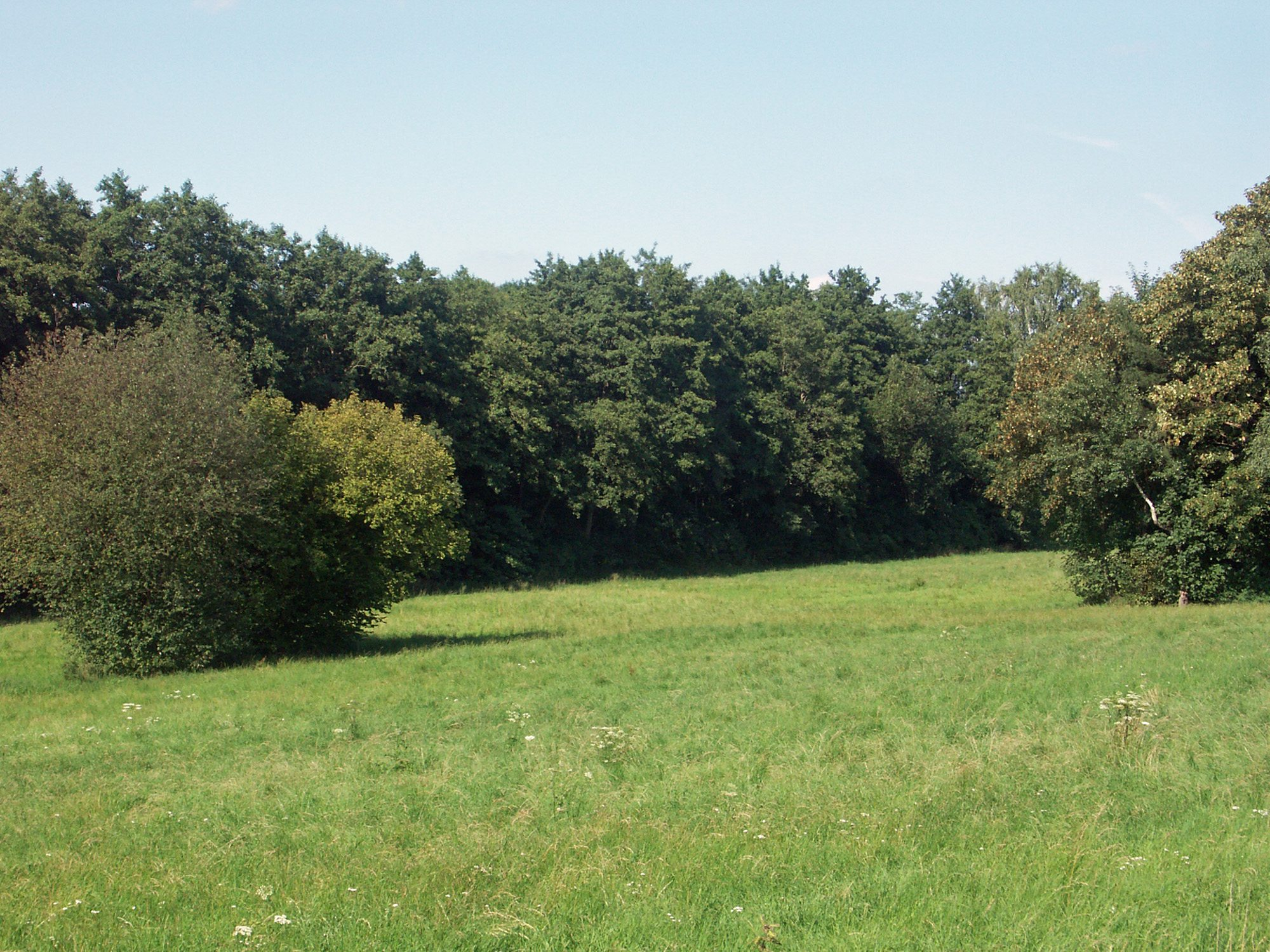
Das Tal des Schlumper-Bachs zwischen dem Oberholz und Störmthal. Der Bach verläuft an der Gehölzgrenze
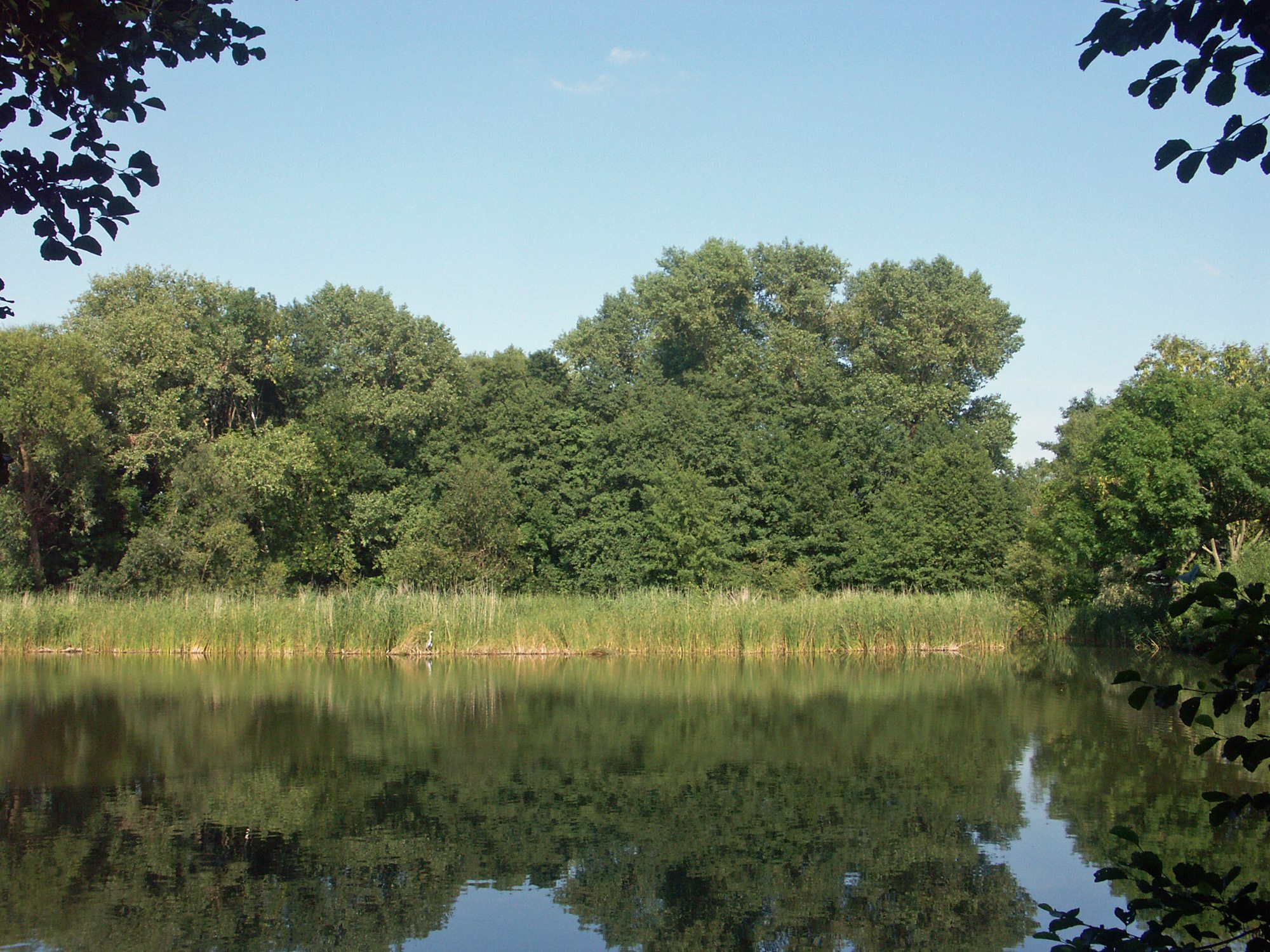
Der Schäfereiteich in Störmthal, rechts der Einlauf des Schlumper-Bachs
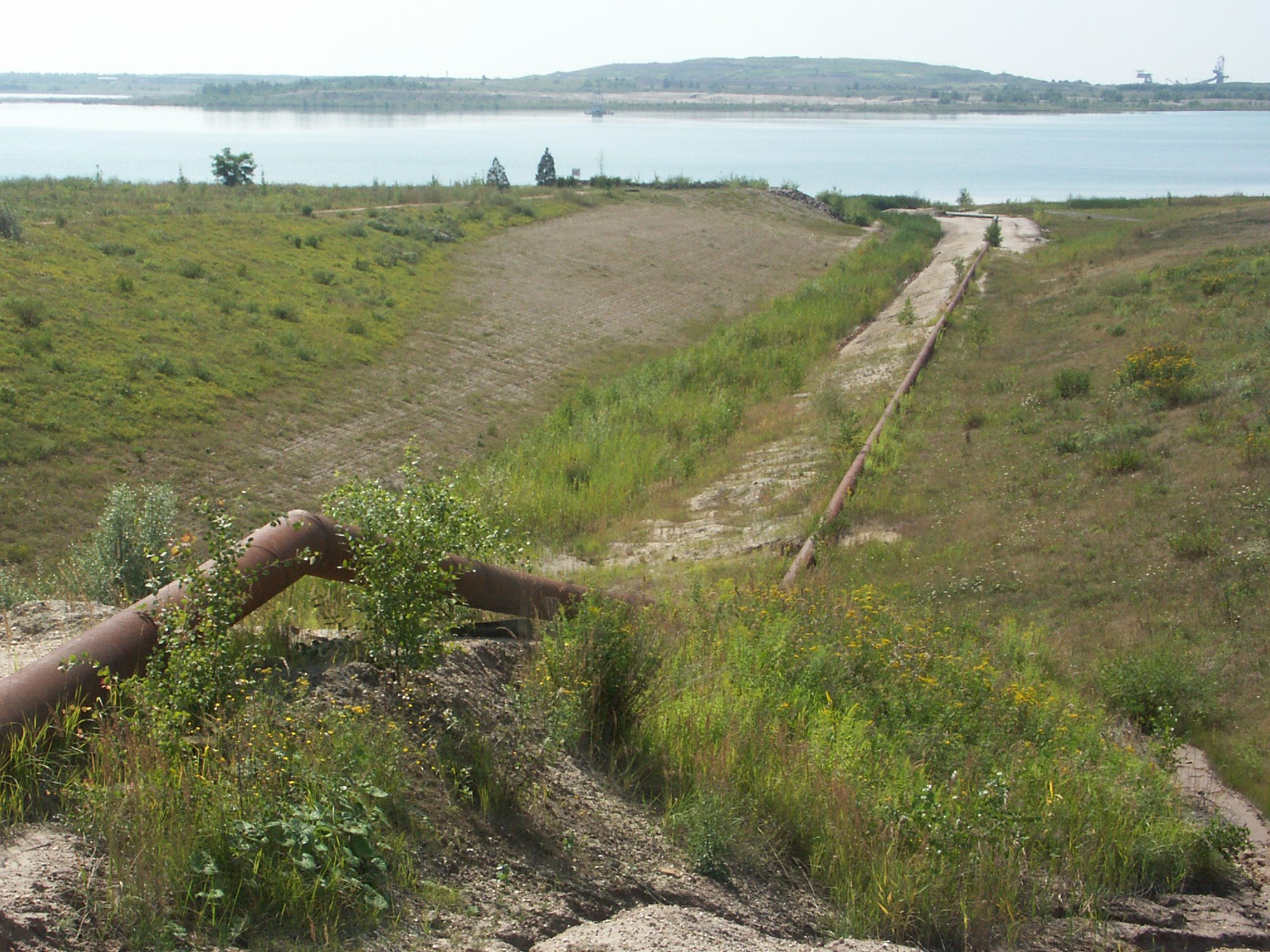
Die Zuführung des Schlumper-Bachs per Rohrleitung in den Störmthaler See